# Beleg van Brussel (1584-1585)
Het Beleg van Brussel tijdens de Tachtigjarige Oorlog vond plaats tussen augustus 1584 en 10 maart 1585.
In augustus 1584 arriveerden troepen onder leiding van Alexander Farnese, hertog van Parma, voor de poorten om een einde te stellen aan de Brusselse republiek. Hij liet de stad omsingelen en begon een blokkade.
In januari 1585 liet de honger zich voelen in de stad, maar pas op 10 maart 1585 zou Brussel zich overgeven. De hertog van Parma beloofde een algemene amnestie, het respecteren van de privileges van de stad en stond de protestanten die zich niet wensten te bekeren toe de stad te verlaten.

## Referentie
- art. Wars of Religion (1567-1585), in P.F. State, Historical dictionary of Brussels, Lanham, 2004, pp. 334-336.